# Ryujo (nave da battaglia)
La Ryujo (龍驤?, Ryūjō) fu una nave corazzata a vapore della Marina imperiale giapponese, progettata da Thomas Blake Glover (1838–1911) e costruita in Scozia per la marina privata del feudo di Kumamoto, dove venne battezzata Jo Sho Maru. Si arrese alla nuova Marina imperiale giapponese l'8 maggio 1870 e navigò da Nagasaki a Yokohama al comando di un comandante britannico. Fino all'entrata in servizio della Fuso fu l'ammiraglia (e la nave più potente) della Marina Imperiale Giapponese.

## Storia
Venne onorata dalla visita dell'imperatore Meiji nel 1871 e fece parte della scorta del principe della corona russo (e futuro Zar di Russia) Nicola II, quando questi visitò il Giappone nel 1872
Partecipò alle prime battaglie della restaurazione Meiji, incluse la ribellione di Saga, la ribellione di Satsuma e la prima spedizione di Taiwan del 1874
Il 26 ottobre 1877 forti venti la fecero arenare al largo di Kagoshima, ma venne rimessa a galla l'anno seguente e portata a Yokosuka per essere riparata.
Dal febbraio al luglio 1881 visitò Sydney e Melbourne in Australia e compì una circumnavigazione della Tasmania. L'anno seguente fece un viaggio nel Pacifico del Sud fino a Honolulu nelle Hawaii.
Il 15 settembre 1873, 169 marinai (su un equipaggio di 378) furono colpiti da un avvelenamento da cibo, che ne uccise 23. Questo incidente portò all'uso del pane come cibo principale della marina giapponese.
Dal febbraio fino al settembre 1872 compì una crociera partendo da Shinagawa e toccando Singapore, Batavia, Melbourne, Sydney e Auckland.
Sebbene formalmente radiata il 2 dicembre 1893 i suoi cannoni furono rimpiazzati con l'ultimo modello Krupp e continuò a essere usata come un vascello di addestramento per gli artiglieri navali, con base a Yokosuka fino al 1908.